# Onitis perpunctatus
Onitis perpunctatus là một loài bọ cánh cứng trong họ Bọ hung (Scarabaeidae).